# Mychajliwka (Mohyliw-Podilskyj)
Mychajliwka (ukrainisch Михайлівка; russisch Михайловка Michailowka, rumänisch Mîhailivka) ist ein Dorf im Süden der ukrainischen Oblast Winnyzja mit etwa 1100 Einwohnern (2001).

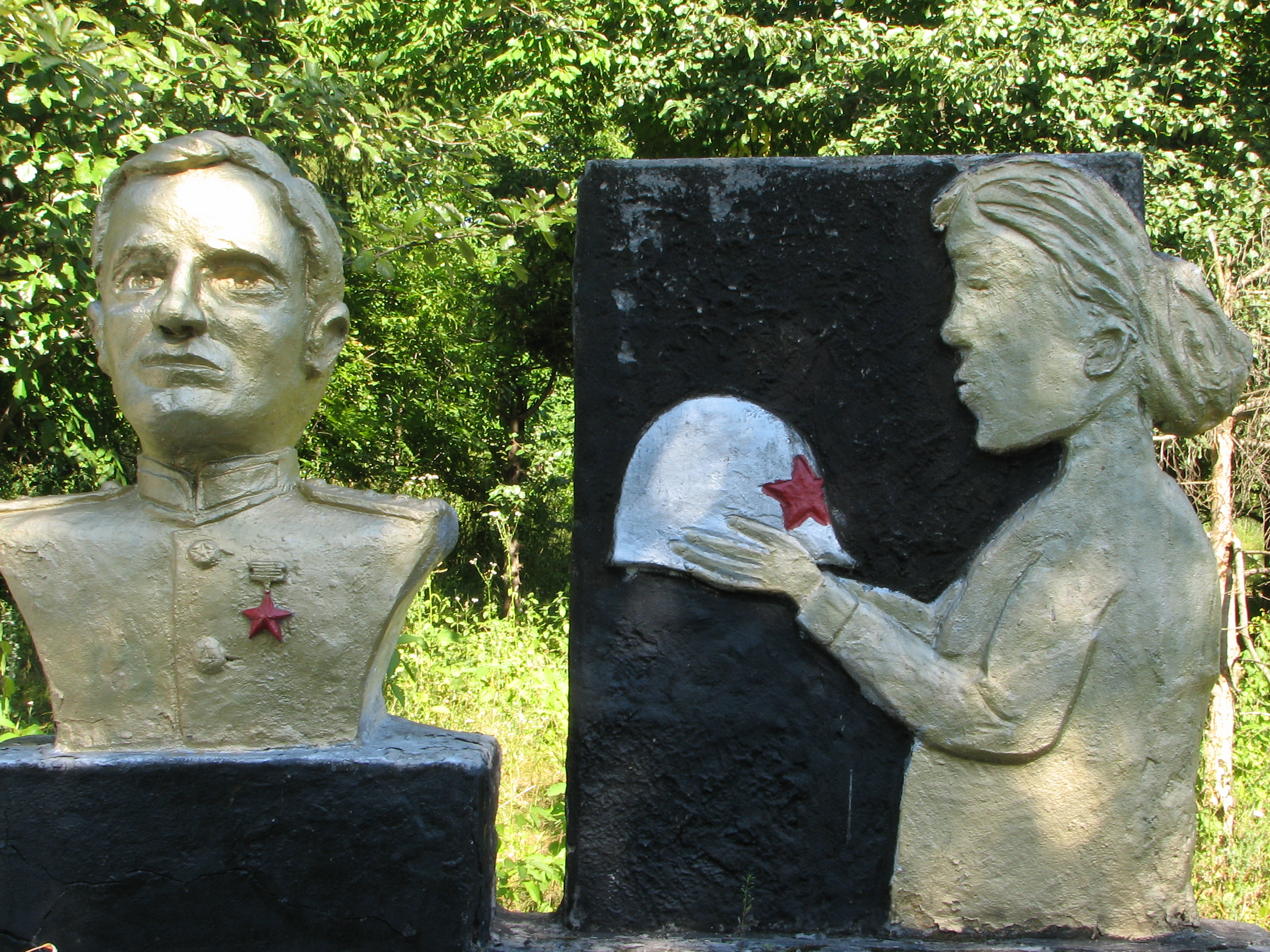
Denkmal im Ort

Der ukrainische Schriftsteller Mychajlo Kozjubynskyj war 1886 im Dorf  als Lehrer tätig. Die Mariä-Himmelfahrt-Kirche im Dorf wurde 1776 aus Holz und deren Glockenturm aus Stein errichtet. 1846 wurde die Holzkirche durch eine aus Stein erbautes Kirchengebäude ersetzt.
Das Anfang des 18. Jahrhunderts erstmals schriftlich erwähnte Dorf  liegt gegenüber dem moldauischen Grenzort Cremenciug am Ufer des Dnister, 18 km westlich vom Rajonzentrum Jampil und etwa 150 km südlich vom Oblastzentrum Winnyzja.
Östlich von Mychajliwka verläuft die Territorialstraße T–02–02.
Am 12. Juni 2020 wurde das Dorf ein Teil der neugegründeten Stadtgemeinde Jampil, bis dahin bildete es die gleichnamige Landratsgemeinde Mychajliwka (Михайлівська сільська рада/Mychajliwska silska rada) im Südwesten des Rajons Jampil.
Am 17. Juli 2020 kam es im Zuge einer großen Rajonsreform zum Anschluss des Rajonsgebietes an den Rajon Mohyliw-Podilskyj.